# Handwerkskammer für Ostfriesland
Die Handwerkskammer für Ostfriesland ist die auf dem Gebiet Ostfrieslands, also dem der Landkreise Aurich, Leer und Wittmund sowie der kreisfreien Stadt Emden, zuständige Handwerkskammer. Sie versteht sich selbst als Interessenvertretung und Dienstleister für das ansässige Handwerk, handwerksähnlicher Betriebe sowie deren Mitarbeiter und Lehrlinge. Die Handwerkskammer vertritt rund 5.250 Betriebe mit ihren 35.000 Beschäftigten und rund 3.000 Auszubildenden aus 100 handwerklichen und handwerksähnlichen Gewerken der Region.
Sitz der Handwerkskammer für Ostfriesland ist Aurich, Straße des Handwerks 2. Präsident ist Albert Lienemann, Hauptgeschäftsführer Jörg Frerichs.

## Geschichte

### Vorgeschichte
Als Vorläufer von Innungen und Kammer gelten die im Mittelalter entstandenen Zünfte, deren älteste in Ostfriesland im Jahre 1491 in Emden gegründet wurde. Wichtigste Aufgaben waren die Festlegung von Preisen, die Marktregulierung und der Einkauf von Rohstoffen. Gegen Ende der Fürstenzeit setzte in Ostfriesland ein wirtschaftlicher Niedergang ein, der die Bedeutung des Zunftwesens immer weiter schmälerte. Als Ostfriesland nach dem Tod des letzten Fürsten aus dem einheimischen Geschlecht der Cirksena, Carl Edzard, 1744 an Preußen fiel, ordneten diese das Handwerkswesen durch eine Principa Regulativa neu. Die neu eingerichtete Kriegs- und Domänenkammer in Aurich kontrollierte fortan alle Zünfte und Gilden.
Nach der Schlacht bei Jena und Auerstedt 1806 fiel Ostfriesland an das Königreich Holland und war damit dem französischen Machtbereich angegliedert. Das brachte auch für das Handwerk Veränderungen mit sich, so etwa die 1808 eingeführte uneingeschränkte Gewerbefreiheit, die zu unliebsamer Konkurrenz führte. Zudem traf die von Napoleon 1806 angeordnete Kontinentalsperre die Handwerker in der Region hart. Das Wirtschaftsleben kam dadurch fast vollständig zum Erliegen. Nach dem Zusammenbruch der französischen Herrschaft fiel Ostfriesland infolge des Wiener Kongresses 1815 an das Königreich Hannover, das umgehend die Zunftpflicht für Handwerker wieder einführte, was sich aber mit der Zeit als Hemmschuh für die weitere Entwicklung erwies.

### Die Handwerkskammer für Ostfriesland
Nach mehreren vergeblichen Versuchen, das Handwerkswesen zu reformieren, wurde 1897 das Handwerkergesetz verabschiedet. Das Reichsgesetz schuf die Voraussetzung für die Bildung der Kammern. Im gesamten Deutschen Reich entstanden daraufhin ab April 1900 insgesamt 71 Handwerkskammern. Die Handwerker in Ostfriesland wurden der 1900 gebildeten Handwerkskammer Osnabrück und Ostfriesland zugewiesen. Sitz der Kammer war Osnabrück, die Mehrzahl der Betriebe kam hingegen aus Ostfriesland, so dass sich diese Konstellation schon sehr bald als schwierig erwies und zu Protesten in der Handwerkerschaft führte. So wurde die Kammer auf Erlass des preußischen Wirtschaftsministeriums am 1. April 1908 aufgelöst und die Handwerkskammer für Ostfriesland gegründet. Zu diesem Zeitpunkt zählte die Kammer 4.910 Mitgliedsbetriebe. 1910 wurden die ersten Büroräume angemietet, die 1912 durch Kauf eines Hauses erweitert werden konnten. Während des Ersten Weltkrieges waren im Jahre 1916 rund 40 Prozent der Handwerker des Kammerbezirks im Kriegseinsatz. Darunter die Hälfte aller Lehrlinge und ein großer Teil der Gesellen. In dieser Zeit war die Kammer hauptsächlich damit beschäftigt, die Interessen für eingezogene Handwerksmeister wahrzunehmen und ungerechtfertigte Forderungen, die an die abwesenden Meister gestellt werden, abzuwehren. Durch den Mangel an Rohstoffen und das Fehlen der Arbeitskräfte kam das Wirtschaftsleben bis 1918 fast zum Erliegen. Nach Ende des Krieges wurden durch die Demobilisierung der Streitkräfte große Bestände an Werkzeugen und Rohstoffen verfügbar, deren Verteilung an die Handwerksbetriebe durch die Kammer organisiert wurde.
Im Versailler Vertrag wurde Deutschland verpflichtet, Reparationen an die Siegermächte (insbesondere Frankreich) zu zahlen, deren Höhe die politisch Verantwortlichen durch weitere Geldentwertungen zu verringern suchten. Im Januar 1920 hatte die Mark gegenüber dem US-Dollar nur noch ein Zehntel ihres Umtauschwerts des August 1914. Dadurch und durch die allgemein die schwierige wirtschaftliche Lage kam die Arbeit der Kammer fast vollständig zum Erliegen und alle Angestellten, mit Ausnahme des Syndikus mussten entlassen werden. Um den Geschäftsbetrieb in Grundzügen aufrechterhalten zu können, verkaufte die Kammer beispielsweise mehrere Schreibmaschinen, um das Porto für den notwendigen Briefverkehr aufzubringen. Auf dem Höhepunkt der Inflation wurden 1920 und 1924 keine Haushaltspläne oder Jahresrechnungen erstellt, der Betrieb aber dennoch, unterbrochen nur im Winter 1923/24, als Geldmangel die Beschäftigung von Angestellten unmöglich machte, aufrechterhalten. Nach der Einführung der Rentenmark stabilisierte sich die wirtschaftliche Lage so sehr, dass sich die Handwerkskammer wieder ihren eigentlichen Aufgaben zuwenden konnte und 1924 die Ausbildung der Lehrlinge, die Weiterbildung der Gesellen sowie das Prüfungswesen für Gesellen und Meister neu regelte.
Während der Zeit des Nationalsozialismus wurde die Handwerkskammer am 16. Dezember 1942 formell aufgelöst. Ihre Aufgaben wurden fortan durch die Wirtschaftskammer Emden der Gauwirtschaftskammer Weser-Ems in Bremen übernommen, wo die Handwerkskammer als „Abteilung Handwerk“ die laufenden Geschäfte fortführte.
Nach dem Zweiten Weltkrieg erhielt die Handwerkskammer am 31. Dezember 1945 ihre Eigenständigkeit durch die britische Besatzungsmacht zurück. In den Folgejahren wurde Ostfriesland von vielen Flüchtlingen und Vertriebenen aus den Ostgebieten des Deutschen Reiches bevölkert. Darunter waren auch viele Handwerker, die nun in die Handwerkskammer strebten, um in Ostfriesland eine neue Existenz aufzubauen. Von rund 1500 Neueintragungen in die Handwerks- rolle wurden mehr als ein Fünftel durch ehemalige Bewohner der abgetretenen deutschen Ostgebiete veranlasst.
2008 feierte die Handwerkskammer den einhundertsten Jahrestag ihres Bestehens.
Offizielles Presseorgan der Handwerkskammer für Ostfriesland ist die Wirtschaftszeitung Norddeutsches Handwerk, die in der Schlüterschen Verlagsgesellschaft in Hannover erscheint und die von den Handwerkskammern in Niedersachsen und Magdeburg gemeinsam herausgegeben wird. Das zweimal monatlich erscheinende „Zeitungsmagazin“ berichtet in einem redaktionellen Teil aktuell und handwerksbezogen über Politik, Wirtschaft und Unternehmensführung. Der regionale Teil mit Nachrichten aus den einzelnen Kammern und deren Bezirken wird von der jeweiligen Handwerkskammer direkt betreut, so auch von der Handwerkskammer für Ostfriesland.

## Organisation
Die Handwerkskammer gliedert sich in die Organe Mitgliederversammlung (Vollversammlung), Vorstand und Ausschüsse für bestimmte Angelegenheiten.
Der Vorstand ist für die Verwaltung der Handwerkskammer verantwortlich. Er setzt sich zusammen aus einem Präsidenten, zwei Vizepräsidenten (je ein Vertreter von Arbeitgebern und Arbeitnehmern) sowie vier Arbeitgeber- und zwei Arbeitnehmervertretern. Der Präsident und Hauptgeschäftsführer vertreten die Handwerkskammer gerichtlich und außergerichtlich. Präsident ist Albert Lienemann (Holtrop), Vizepräsidentin der Arbeitgeberseite ist Imke Hennig (Wiesmoor), Vizepräsident der Arbeitnehmerseite ist Jörg Klein (Südbrookmerland) und Hauptgeschäftsführer ist Jörg Frerichs.
Götz von Glisczynski war von 1981 bis 2004 Hauptgeschäftsführer der Handwerkskammer.
Die Vollversammlung besteht aus 24 Mitgliedern, ein Drittel davon sind Arbeitnehmervertreter. Sie kommt zweimal im Jahr zusammen und ist neben dem Präsidium einer der Entscheidungsträger der Handwerkskammer. Zu ihren Aufgaben zählen Beschlüsse über die Satzung, Beschlüsse über die Beitrags- und Gebührenordnungen, Wahl und Entlastung des Vorstandes, Feststellung des Haushaltsplanes und des Jahresabschlusses, Wahl der Geschäftsführer, Erlass von Vorschriften über die Berufsbildung, Erlass von Gesellen-, Meisterprüfungs- und Fortbildungsordnungen.
Die Mitglieder der Vollversammlung, des Präsidiums und des Vorstandes üben ihr Amt ehrenamtlich aus.
Derzeit gibt es an der Handwerkskammer sechs Ausschüsse. Diese gliedern sich in den Berufsbildungs-, den Rechnungsprüfungs-, den Bau-,
den Meisterprüfungs-, den Gesellenprüfungs- und den Fortbildungsausschuss.